# Ricky White
Ricky White III (Dayton, 6 febbraio 2002) è un giocatore di football americano statunitense che milita nel ruolo di wide receiver per i Seattle Seahawks della National Football League (NFL).

## Carriera universitaria

### Michigan State
White iniziò a giocare a football a Michigan State nella stagione 2020. Nel decimo turno fece registrare 10 ricezioni per 196 yard e un touchdown nella vittoria a sorpresa su Michigan. Quelle 196 yard furono un nuovo record per un giocatore al primo anno di Michigan State. Chiuse l'annata con 10 ricezioni per 223 yard e una marcatura in tre partite. Dopo non avere disputato alcuna partita nel 2021, optò per cambiare istituto.

### UNLV
White nel 2022 si trasferì a UNLV Rebels. Nel primo turno ricevette 8 passaggi per 182 yard e 2 touchdown nella vittoria su Idaho State. Chiuse l'annata con 51 ricezioni per 619 yard e 4 touchdown. Nella settimana 10 della stagione 2023 fece registrare 8 ricezioni per 165 yard e 2 touchdown nella vittoria per 56-14 su New Mexico. Chiuse la stagione con 88 ricezioni per 1.483 yard e 8 touchdown. Per le sue prestazioni l'Associated Press lo inserì nella terza formazione All-American. Nel 2024 fu inserito per il secondo anno consecutivo nella formazione ideale della Mountain West Conference e premiato come giocatore degli special team dell'anno della stessa.

## Carriera professionistica

### Seattle Seahawks
Horton fu scelto nel corso del settimo giro (238º assoluto) del Draft NFL 2025 dai Seattle Seahawks.